# Архангельська селищна рада
Арха́нгельська се́лищна ра́да — адміністративно-територіальна одиниця та орган місцевого самоврядування в Високопільському районі Херсонської області. Адміністративний центр — селище міського типу Архангельське.

## Загальні відомості
Архангельська селищна рада утворена в 1974 році.
- Територія ради: 67,321 км²
- Населення ради: 2 341 особа (станом на 2001 рік)
- Територією ради протікає річка Інгулець

## Населені пункти
Селищній раді підпорядковані населені пункти:
- смт Архангельське
- с. Блакитне

## Склад ради
Рада складається з 18 депутатів та голови.
- Голова ради: Гриньок Володимир Іванович
- Секретар ради: Компанець Олена Петрівна

### Керівний склад попередніх скликань
| Прізвище, ім'я, по батькові | Основні відомості                                                                         | Дата обрання | Дата звільнення |
| --------------------------- | ----------------------------------------------------------------------------------------- | ------------ | --------------- |
| Гриньок Володимир Іванович  | Селищний голова, 1954 року народження, освіта вища, безпартійний                          | 26.03.2006   | 31.10.2010      |
| Гриньок Володимир Іванович  | Селищний голова, 1954 року народження, освіта вища, член політичної партії «Наша Україна» | 31.10.2010   |                 |

Примітка: таблиця складена за даними сайту Верховної Ради України

### Депутати
За результатами місцевих виборів 2010 року депутатами ради стали:

#### За суб'єктами висування
| Суб'єкт висування                                       | Кількість обраних депутатів | %    |
| ------------------------------------------------------- | --------------------------- | ---- |
| Політична партія Всеукраїнське об'єднання «Батьківщина» | 6                           | 33,3 |
| Самовисування                                           | 6                           | 33,3 |
| Партія регіонів                                         | 2                           | 11,1 |
| Партія Християнсько-Демократичний Союз                  | 2                           | 11,1 |
| Комуністична партія України                             | 1                           | 5,6  |
| Народна партія                                          | 1                           | 5,6  |

#### За округами
| № округу                                                | Прізвище, ім'я, по батькові    | Дата визнання обраним | Освіта             | Партійна приналежність                        | Відомості про обраного депутата                                                             |
| ------------------------------------------------------- | ------------------------------ | --------------------- | ------------------ | --------------------------------------------- | ------------------------------------------------------------------------------------------- |
| Комуністична партія України                             |                                |                       |                    |                                               |                                                                                             |
| 6                                                       | Тетеря Михайло Петрович        | 02.11.2010            | середня спеціальна | позапартійний                                 | Архангельський професійний ліцей, майстер виробничого навчання                              |
| Народна Партія                                          |                                |                       |                    |                                               |                                                                                             |
| 4                                                       | Хартуков Олександр Миколайович | 02.11.2010            | вища               | член Народної партії                          | ПП «Дарина», керівник                                                                       |
| Партія регіонів                                         |                                |                       |                    |                                               |                                                                                             |
| 5                                                       | Мурченко Олександр Іванович    | 02.11.2010            | вища               | член Партії регіонів                          | приватний підприємець                                                                       |
| 16                                                      | Петренко Олена Миколаївна      | 02.11.2010            | середня            | член Партії регіонів                          | Архангельська селищна рада, соціальний працівник                                            |
| Партія Християнсько-Демократичний Союз                  |                                |                       |                    |                                               |                                                                                             |
| 2                                                       | Собчук Володимир Степанович    | 02.11.2010            | середня спеціальна | член Партії Християнсько-Демократичний Союз   | Архангельський професійний ліцей, водій                                                     |
| 9                                                       | Вершина Олександр Григорович   | 02.11.2010            | середня спеціальна | позапартійний                                 | тимчасово не працює                                                                         |
| Політична партія Всеукраїнське об'єднання «Батьківщина» |                                |                       |                    |                                               |                                                                                             |
| 1                                                       | Васіон Микола Анатолійович     | 02.11.2010            | середня            | член Всеукраїнського об'єднання «Батьківщина» | Архангельський професійний ліцей, електрик                                                  |
| 10                                                      | Сундуков Микола Іванович       | 02.11.2010            | середня спеціальна | член Всеукраїнського об'єднання «Батьківщина» | Архангельська загальноосвітня школа I-III ст., оператор газової котельні                    |
| 11                                                      | Федоренко Неля Сергіївна       | 02.11.2010            | середня спеціальна | член Всеукраїнського об'єднання «Батьківщина» | пенсіонер                                                                                   |
| 12                                                      | Крикін Анатолій Васильович     | 02.11.2010            | вища               | член Всеукраїнського об'єднання «Батьківщина» | пенсіонер                                                                                   |
| 13                                                      | Собчук Олег Степанович         | 02.11.2010            | вища               | член Всеукраїнського об'єднання «Батьківщина» | Архангельський професійний аграрний ліцей, заступник директора знавчально-виробничої роботи |
| 14                                                      | Великий Олександр Іванович     | 02.11.2010            | середня            | член Всеукраїнського об'єднання «Батьківщина» | Архангельський професійний аграрний ліцей, майстер виробничого навчання                     |
| Самовисування                                           |                                |                       |                    |                                               |                                                                                             |
| 3                                                       | Компанець Олена Петрівна       | 02.11.2010            | середня спеціальна | позапартійна                                  | Архангельська селищна рада, секретар                                                        |
| 7                                                       | Онищенко Ліліана Леонідівна    | 02.11.2010            | середня спеціальна | позапартійна                                  | Архангельська дільничналікарня, медична сестра                                              |
| 8                                                       | Кунець Олег Валентинович       | 02.11.2010            | вища               | позапартійний                                 | Архангельський професійний аграрний ліцей, викладач                                         |
| 15                                                      | Жук Ірина Юріївна              | 02.11.2010            | середня спеціальна | позапартійна                                  | Архангельська дільничналікарня, рентген-лаборант                                            |
| 17                                                      | Тушина Світлана Євгенівна      | 02.11.2010            | вища               | позапартійна                                  | Архангельська загальноосвітня школа I-III ст., вчитель                                      |
| 18                                                      | Патинко Надія Анатоліївна      | 02.11.2010            | середня            | позапартійна                                  | листоноша                                                                                   |